# 今町会館ビル火災
今町会館ビル火災（いままちかいかんビルかさい）とは、1978年（昭和53年）3月10日午前0時過ぎに、新潟県新潟市古町（現中央区）にあった雑居ビル「今町会館ビル」（鉄骨造、3階建、延床面積341.9平方メートル）で発生した火災である。
死者11名、負傷者2名に及ぶ被害を出した。

## 概要
建物は新潟市一の繁華街でもある古町の裏通りにあたる東新道にあった。火元は3階建てのビルの2階にあったスナック「エル・アドロ」の出入り口付近だった。出入り付近にはちょうどスポットライト用の電源コードがあり、これが天井裏で漏電により出火し、天井の合板へと燃え広がったものである。
当時店内には客20名と従業員の3名がいた。このうち調理台付近にいた従業員が火災に気づき、1階の割烹に消防署への通報を要請した。従業員からの報告ですぐにスナックの支配人も消火を試みたが、火の勢いは収まらなかった。
内装用に使われていた可燃性の壁装を伝うかたちで、火は火元となった出入り口付近から店内へ、更に階段を伝って3階へ広がっていった。これと同時に有毒ガスが店内に充満し始めたことも避難をより困難にさせた。
唯一の避難口であった出入り口付近から出火した為に、早いうちに火災に気づいた客や従業員は難を逃れたが、気づくのが遅かった客は行き場を失うかたちになった。加えて飲酒状態にあった客も多く、避難自体が難しかった。消防が到着した時には「まだ中に逃げ遅れた人がいる」という状況で、結果的にこの時点で取り残されていた11名が死亡し、2名が負傷した。トイレに逃げ込んだ客も先に飛び降りた3人は助かり、飛び降り損ねた4人は命を落とし、ほんのわずかなタイミングが生死の明暗を分けることになってしまった。
東新道は道幅が狭く、古町とを結ぶ通りは更に細かった。これもまた消防車による消火を困難にさせることになった。それでも類焼はなく、午前1時前には鎮火した。ビル自体も1階は影響を受けず、火災による被害も2階の約3分の2と3階のごく一部にとどまったことから、半焼扱いとされた。むしろ火災によって発生した有毒ガス、そして出火場所が唯一の避難口のそばだったこと、そして初期消火の僅かな遅れが11名の死者を出す惨事につながってしまったことになる。
この火災は避難口を複数確保しておくことの重要性を改めて消防関係者や、ビル管理者に知らしめることになった。全国的に見ても死者数の少なさからあまり知られていない火災である。しかし、雑居ビル火災にありがちな出火対策の低さや、防火責任の所在の不透明さなど、そして唯一の避難口が火元になってしまった意味で、小さな雑居ビルながら2桁の死者を出してしまったという、珍しい事例でもある。

## その後
今町会館ビルはその後取り壊されてすぐに別のビルが建ち、それも老朽化で取り壊されて現在は民間駐車場になっている。
現場は小さな建物がひしめく場所であり、また事故から相当の年月が経ち周辺も再開発されていて当時の面影がほとんど残っていないが、事故当時営業していた隣接のスナックは建て替えることなく近年まで営業していて未だに看板も残っているため、事故現場はかろうじて特定できる。